# Cnestrum
Cnestrum là một chi rêu trong họ Dicranaceae.